# Тимін (Люблінське воєводство)
Тимін (пол. Tymin) — село в Польщі, у гміні Тарнаватка Томашівського повіту Люблінського воєводства.
Розташоване на Закерзонні (в історичному Надсянні).
Населення — 277 осіб (2011).

## Історія
Первісним населенням Тиміна були русини-лемки, які компактно проживали на своїх історичних землях. 
У 1975-1998 роках село належало до Замойського воєводства.

## Демографія
Демографічна структура станом на 31 березня 2011 року:
|          | Загалом | Допрацездатний вік | Працездатний вік | Постпрацездатний вік |
| -------- | ------- | ------------------ | ---------------- | -------------------- |
| Чоловіки | 140     | 31                 | 94               | 15                   |
| Жінки    | 137     | 29                 | 72               | 36                   |
| Разом    | 277     | 60                 | 166              | 51                   |